# La Grande Encyclopédie des elfes
La Grande Encyclopédie des elfes (titre complet : La Grande Encyclopédie des elfes et autres petites créatures) est le troisième et dernier des ouvrages encyclopédiques de Pierre Dubois sur le petit peuple. Elle est consacrée, ainsi que l'indique son titre, aux elfes, et contient les descriptions de plus de 100 créatures sous forme de fiches détaillant leurs activités ou encore leur nourriture favorite.

## Réception critique
Dans l'émission Un livre, un jour, le chroniqueur salue « l'imaginaire débridé » de l'ensemble, et l'abondante bibliographie, le tout pouvant être lu comme un recueil de contes de fées.